# Nokia E72
Nokia E72 — смартфон з Nokia Eseries. Він є наступником Nokia E71 і має аналогічну конструкцію і форм-фактор, а також пропонує аналогічний набір функцій. Nokia E72 має стандартні функції, включаючи мобільну електронну пошту, календар і миттєві повідомлення та багатьох інших.
В Nokia E72 з'явився новий оптичний маніпулятор Navi. У порівнянні зі своїм попередником, Nokia E72 має більш високий рівень продуктивності (швидший 600 МГц ARM процесор), а також має у своєму складі 5-мегапіксельну камеру з автофокусуванням.
Nokia E72 був оголошений 15 червня 2009 в Сінгапурі.